# Yang Liujing
Dans ce nom chinois, le nom de famille, Yang, précède le nom personnel.
Pour les articles homonymes, voir Yang.
Yang Liujing (née le 22 août 1998) est une athlète chinoise, spécialiste de la marche.

## Palmarès
| Date | Compétition           | Lieu    | Résultat | Épreuve | Temps           |
| ---- | --------------------- | ------- | -------- | ------- | --------------- |
| 2019 | Championnats du monde | Doha    | 3e       | 20 km   | 1 h 33 min 17 s |
| 2023 | Championnats d'Asie   | Bangkok | 1re      | 20 km   | 1 h 32 min 37 s |

### Records
| Épreuve      | Performance     | Lieu      | Date         |
| ------------ | --------------- | --------- | ------------ |
| 20 km marche | 1 h 27 min 15 s | Huangshan | 10 mars 2019 |